# Parosphromenus linkei
Паросфромен Лінке (Parosphromenus linkei) — тропічний прісноводний вид риб з родини осфронемових (Osphronemidae), підродина макроподові (Macropodusinae).
Вид був знайдений на острові Калімантан у 1990 році Горстом Лінке (нім. Horst Linke) та Норбертом Нойгебауером (нім. Norbert Neugebauer). Через рік він був завезений до Європи, а потім швейцарський іхтіолог Моріс Коттела (фр. Maurice Kottelat) зробив його науковий опис і назвав новий вид на честь одного з його першовідкривачів, відомого німецького акваріуміста та збирача лабіринтових риб.

## Опис
Максимальна стандартна (без хвостового плавця) довжина 2,8 см; максимальна загальна довжина 4,5 см, а з ниткою хвостового плавця до 5 см.
У спинному плавці 13-14 твердих і 7-8 м'яких променів (всього 19-22), в анальному 11-14 твердих і 10-12 м'яких променів (всього 22-24).
Самець, як правило, більший за самку, має набагато довший спинний плавець та більший хвостовий плавець зі значно довшою ниткою центральних променів; довжина останньої може сягати майже 1,5 см. Черевні плавці в самців також мають довші нитки, особливо з віком; крім того, часто вони не прямі, а стоять дугою.
Основне забарвлення тіла самців варіює від світло-бежевого до бронзового або навіть бордового, з темними поздовжніми смугами. Багато екземплярів посередині тіла мають одну, дві або три чорні із зеленим лиском плями, але є й риби, в яких вони відсутні. У деяких самців ці плями оточені маленькими червоними крапочками, яких може бути до 15 штук.
Спинний, хвостовий та анальний плавці сірувато-коричневі, всіяні численними світлими крапочками, що утворюють характерний малюнок — так зване «зоряне небо».
Це один з найбільш легко впізнаваних членів роду. Завдяки специфічній формі плавців та елементам забарвлення ризик сплутати його з іншими видами незначний. Схожий вид P. pahuensis має круглий хвостовий плавець без нитки й не має червоних крапочок на боках.

## Поширення
Походить з Південно-Східної Азії, водиться в індонезійській частині острова Калімантан, населяє південні низовини провінції Центральний Калімантан. Засвідчена присутність паросфромена Лінке лише в трьох місцях, це райони Сукамара (індонез. Sukamara), Пангкаланбун (індонез. Pangkalan Bun) та Серуян (індонез. Seruyan). Орієнтовна територія поширення виду становить 41 км².
Вид вважається стенотопним (водиться тільки тут) мешканцем чорноводних середовищ існування, пов'язаних з торфовищами болотних лісів. Риби зустрічаються на мілководді біля густо зарослих берегів, а також на інших ділянках зі щільною рослинністю. Температура води становить 20-24 °C.
У районі Пангкаланбун P. linkei іноді живе синтопично (в одних водоймах) з іншим паросфроменом — P. opallios.
В природі Parosphromenus linkei перебуває в серйозній небезпеці через втрату середовищ існування. На півдні острова Калімантан відбувається широкомасштабне перетворення торфових болотних лісів на лісопромислові райони та насадження монокультур. В ареалі поширення виду вже не залишилося первинних лісів, території осушуються та використовуються для сільськогосподарських потреб. Невідомо жодних природоохоронних заходів, спрямованих на збереження цього виду. Популяція в районі Сукамари 1991 року була досить великою, але тенденції її чисельності невідомі.
Додаткову загрозу може становити вилов риби для торгівлі акваріумними рибами.

## Біологія
Цей вид є мікрохижаком, який у природі живиться крихітними водними безхребетними.
Нерестяться паросфромени Лінке в печероподібних утвореннях серед шару опалого листя, що лежить на дні. Самці займають невеличку територію навколо своєї печери й захищають її. На час нересту утворюють тимчасові пари. Самець залицяється в положенні головою донизу. На «стелі» печери він будує велике, як на паросфроменів гніздо з піни. Кладка також може бути доволі великою — до 100 ікринок і більше. Самець відповідає за догляд за ікрою та личинками.

## Утримання в акваріумі
Дуже привабливий вид, який іноді зустрічається в акваріумній торгівлі. Умови утримання такі самі, як і для інших паросфроменів, але Parosphromenus linkei вважається більш міцним та менш чутливим видом. Тому він краще підходить для акваріумістів, які мають мало досвіду з утримання цієї специфічної групи риб.
Паросфромен Лінке — дрібний вид. Цих риб можна тримати парами в акваріумі довжиною 40 см, для кількох пар потрібно більше місця. У стосунках між собою паросфромени Лінке поводяться досить толерантно. Акваріум облаштовують таким чином, щоб самці могли утворити невеличкі території. Використовують рослини, половинки кокосового горіха, каміння та корчі, за допомогою яких можна створити багато печер та схованок. Дно має бути темним, його вкладають торфом, висушеним листям дуба або бука. Освітлення приглушене, це досягається за допомогою плавучих рослин.
Годують риб дрібним живим кормом, зокрема наупліусами артемій. Заморожений корм можна давати лише в екстреному випадку, від сухого відмовляються взагалі.
Для успішного утримання й розведення паросфромени Лінке потребують м'якої кислої води з показником pH 4,3. 40-50 ікринок відкладаються й запліднюються всередині печери. Через 3 дні вилуплюються личинки, ще за 6 днів вони перетворюються на мальків і можуть вільно плавати. Спочатку мальків годують інфузоріями, згодом переводять на наупліуси артемій, які щойно вилупились.

## Відео
- Two linkei males baldsing for a girl на YouTube by bettajootje
- Parosphromenus linkei на YouTube by Aquarium Glaser
- Parosphromenus linkei spawning embrace... на YouTube by ste12000
- parosphromenus linkei eating на YouTube by Blackwater Aquatics